# The End of Silence
The End of Silence é o quinto álbum lançado pela Rollins Band, banda liderada por Henry Rollins, ex-vocalista do Black Flag. A capa do álbum traz uma espécie de mascote da banda, um desenho estilizado do sol, exatamente idêntico à tatuagem que Henry Rollins tem em suas costas. A nota do álbum diz que o desenho foi feito por Rick Spellman, um tatuador da Califórnia, que tatuou também artistas do Danzig, Samhain e do Misfits.

## Faixas
| N.º | Título             | Compositor(es) | Duração |  |
| 1.  | "Low Self Opinion" | Rollins Band   | 5:18    |  |
| 2.  | "Grip"             | Rollins Band   | 4:50    |  |
| 3.  | "Tearing"          | Rollins Band   | 4:58    |  |
| 4.  | "You Didn't Need"  | Rollins Band   | 5:30    |  |
| 5.  | "Almost Real"      | Rollins Band   | 8:03    |  |
| 6.  | "Obscene"          | Rollins Band   | 8:50    |  |
| 7.  | "What Do You Do"   | Rollins Band   | 7:22    |  |
| 8.  | "Blues Jam"        | Rollins Band   | 11:46   |  |
| 9.  | "Another Life"     | Rollins Band   | 4:39    |  |
| 10. | "Just Like You"    | Rollins Band   | 10:57   |  |

## Elogios
| Ano                             | Publicação  | País        | Elogio                                    | Posição |       |
| ------------------------------- | ----------- | ----------- | ----------------------------------------- | ------- | ----- |
| 1992                            | Rock de Lux | Espanha     | "Álbum do Ano"                            | 23      | [ 2 ] |
| 1992                            | Sounds      | Alemanha    | "Álbum do Ano"                            | 24      | [ 3 ] |
| 1992                            | Select      | Reino Unido | "Álbuns do Ano"                           | 40      | [ 4 ] |
| 1996                            | Visions     | Alemanha    | "Os Eternos Leitores das Paradas"         | 63      | [ 5 ] |
| 1996                            | Visions     | Alemanha    | "Os Melhores Álbuns 1991-96"              | *       | [ 6 ] |
| 1999                            | Visions     | Alemanha    | "Os Álbuns Mais Importantes dos Anos 90"  | 15      | [ 7 ] |
| 2000                            | Terrorizer  | Reino Unido | "100 Mais Importantes Álbuns dos Anos 90" | *       | [ 8 ] |
| "*" denota uma lista sem ordem. |             |             |                                           |         |       |